# Joan Baez : À voix haute
Pour plus de détails, voir Fiche technique et Distribution.
Joan Baez : À voix haute (titre original : Joan Baez: I Am a Noise) est un film documentaire américain réalisé par Miri Navasky, Karen O'Connor et Maeve O'Boyle, sorti en 2023.
Ce documentaire sur l'auteure-compositrice-interprète et militante Joan Baez utilise des films amateurs inédits, des illustrations, des journaux, des cassettes de thérapie et des enregistrements audio liés à Joan Baez,,.
La première mondiale a eu lieu lors du 73e Festival international du film de Berlin le 17 février 2023,. Le film est sorti en salles aux États-Unis le 6 octobre 2023.

## Fiche technique
- Titre : Joan Baez : À voix haute
- Titre original : Joan Baez: I Am a Noise
- Réalisation :	Miri Navasky, Karen O'Connor et Maeve O'Boyle
- Scénario :
- Photographie :
- Montage :
- Musique : Sarah Lynch
- Direction artistique :
- Producteur :
- Société de production :  Mead Street Films
- Société de distribution :
- Pays d'origine :   États-Unis
- Langue de tournage : Anglais américain
- Format :
- Genre : Film documentaire
- Durée : 113 minutes (1 h 53)
- Dates de sortie :
  -  États-Unis : 2023

## Réception
Sur le site d'agrégation de critiques Rotten Tomatoes, le film a un taux d'approbation de 94 % sur la base de 52 critiques, avec une note moyenne de 7,6/10. Le consensus des critiques est le suivant : « Captivant en tant que chronique de sa remarquable carrière, Joan Baez I Am a Noise est également émouvant en tant que description du voyage personnel d'une femme de la douleur à la paix et au pardon. » Sur Metacritic, le film a une note moyenne pondérée de 75 sur 100, basée sur 8 critiques, indiquant des « recensions généralement favorables ».